# Грб Карело-Финске ССР
Грб Карело-Финске ССР је усвојен 10. фебруара 1941. године, од стране владе Карело-Финске ССР. Био је у употреби све док Карело-Финска ССР није прикључена Руској СФСР као Карелијска АССР, 1956. године.
Грб се састоји од стабљика бора и пшенице, симбола пољопривредапољопривреде. У средини грба приказан је класичан пејзаж карелијског краја, планине, борове шуме и брзаци на рекама. Излазеће сунце представља будућност народа Карело-Финске ССР, док су црвена звезда и срп и чекић симболи победе комунизма.
Око борових грана и пшенице обавијена је црвена трака на којој је исписано гесло Совјетског Савеза „Пролетери свих земаља, уједините се!“, на руском (ћирилица: Пролетарии всех стран, соединяйтесь!) и финском језику (латиница: Kaikkien maiden proletaarit, liittykää yhteen!). На доњем делу траке исписано је име државе на руском и финском језику. Трака је украшена узорцима са локалне народне ношње.
Од 1956. до 1991. године, грб Карелијске АССР био је дизајниран по узору на грб Руске СФСР.